# Operação Liberdade Duradoura - Chifre da África
Operação Liberdade Duradoura - Chifre da África (em inglês: Operation Enduring Freedom - Horn of África, OEF-HOA) foi uma operação militar criada pelos Estados Unidos para combater o terrorismo e a pirataria no Chifre da África. Faz parte da missão Operação Liberdade Duradoura (Operation Enduring Freedom, OEF), de caráter mais geral, e não é a única operação da OEF no continente africano; a outra missão na África é conhecida como Operação Liberdade Duradoura - Trans Saara (Operation Enduring Freedom - Trans Sahara, OEF-TS), que foi comandada, até a criação do Comando Africano  (AFRICOM), pelo Comando Europeu (EUCOM).
A Força-Tarefa Conjunta Combinada - Chifre da África (em inglês, Combined Joint Task Force – Horn of Africa, CJTF-HOA) é o principal componente militar (embora não o único) incumbido da tarefa de cumprir os objetivos da missão. Seu componente naval é a Força-Tarefa Combinada 150 (CTF-150), que opera sob a direção da Quinta Frota da Marinha dos Estados Unidos. Ambas as organizações fizeram parte, historicamente, do Comando Central dos Estados Unidos. Em fevereiro de 2007 o presidente dos Estados Unidos, George W. Bush, anunciou o estabelecimento do United States Africa Command (AFRICOM), que assumiu o controle de toda a área de operações da CJTF-HOA em outubro de 2008.
A CJTF-HOA consiste em cerca de 2.000 militares das forças armadas dos Estados Unidos e países aliados. A área de responsabilidade oficial inclui Sudão, Somália, Djibuti, Etiópia, Eritreia, Seychelles e Quênia. A contribuição estadunidense para a operação, além de consultores, suprimentos e outras formas de apoio que não sejam de combate, consiste principalmente em ataques de drones direcionados à Al-Shabaab.  Outras operações de combate incluem ataques aéreos tripulados, ataques com mísseis de cruzeiro e raides das forças especiais.